# جنگ دو جبهه‌ای

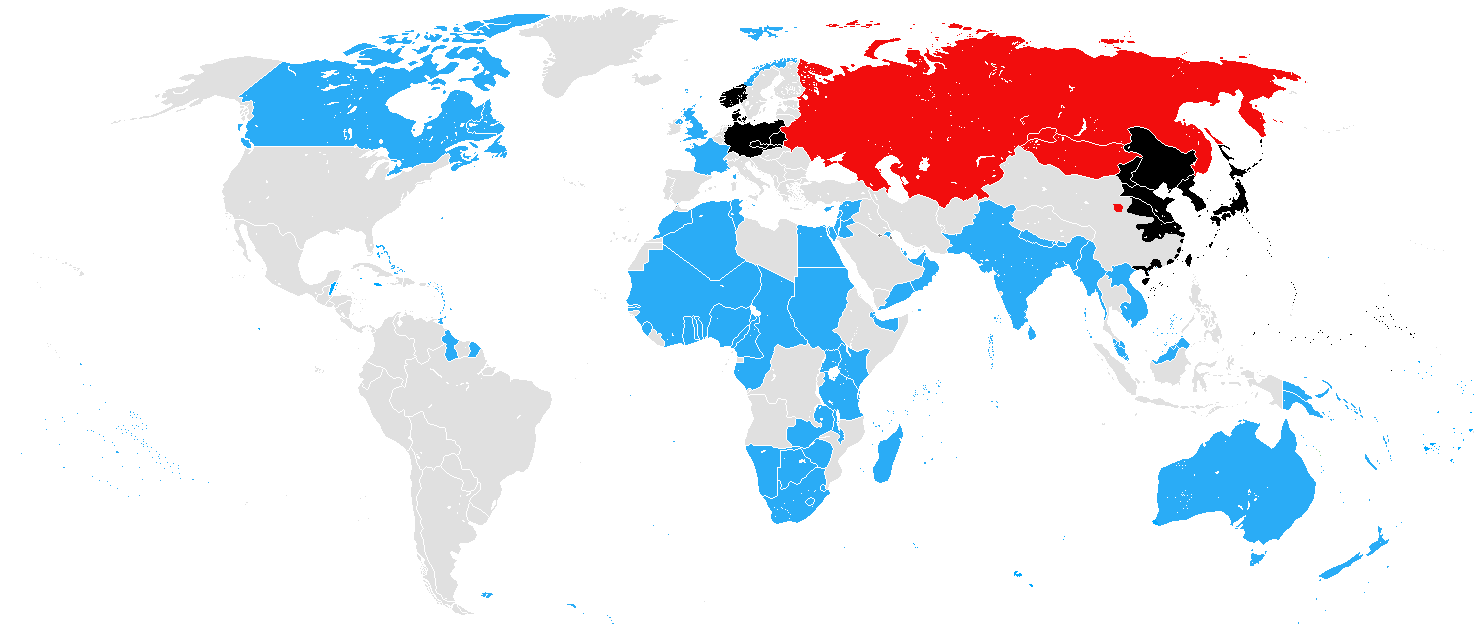
نقشه جهانی در ماه مه 1940، قبل از نبرد فرانسه. متحدین غربی به رنگ آبی ، محورهای قدرت در سیاه و اتحاد جماهیر شوروی کمینترن و مغولستان به رنگ قرمز. کمینترن در ژوئن سال 1941 با شروع عملیات بارباروسا به متفقین پیوست و بدین ترتیب آلمان نازی را برای جنگ با یک جنگ دو جبهه محصور کرد.

جنگ دو جبهه‌ای یا نبرد همزمان در دو جبهه به وضعیتی گفته می‌شود که یک کشور همزمان در دو جبهه گوناگون با یک یا چند کشور دشمن (یا دشمنان متحد) بجنگد. از نمونه‌های این جنگ می‌توان به جنگ جهانی دوم و جبهه‌های شزق و غرب آلمان نازی (نبرد با شوروی در شرق و نبرد با نیروهای متفقین، از جمله کشور های فرانسه، بریتانیا، آمریکا《از سال ۱۹۴۴》،بلژیک و هلند در غرب) اشاره کرد. در جریان جنگ جهانی دوم ژاپن(نبرد با آمریکا در شرق و نبرد با چین، کره، هندوچین فرانسه، استرالیا، تایلند، برمه، فیلپین و غیره در شمال، جنوب و غرب) و آمریکا(نبرد با آلمان نازی و ایتالیا در شرق کشور و نبرد با ژاپن در اقیانوس آرام یعنی  در غرب کشور)نیز درگیر جنگ دو جبهه‌ای شده بود.
طبق اصطلاحات نظامی، هنگامی که نیروهای مخالف در دو جبهه جداگانه جغرافیایی با یکدیگر روبرو می شوند، جنگ دو جبهه ای رخ می دهد. طبق این استراتژی نیروهای دو یا چند حزب متحد معمولاً به طور همزمان حریف را درگیر می کنند تا شانس موفقیت خود را افزایش دهند. در نتیجه، حریف با مشکلات جدی لجستیک روبرو می شود، زیرا مجبور است نیروهای خود را تقسیم و پراکنده کند، از یک خط مقدم مضاعف نیز دفاع کند و ممکن است همه یا حداقل بخشی از موقعیت دسترسی به تجارت و منابع خارجی را از دست دهد. با این حال، با توجه به موقعیت مرکزی ممکن است بتواند از مزایای  خطوط داخلی برخوردار باشد .  
این اصطلاح به طور گسترده ای در یک مفهوم استعاری استفاده می شود، برای مثال برای نشان دادن معضل فرماندهان نظامی در میدان نبرد، که در اجرای ایده های استراتژیک مبهم مسئولان غیر نظامی دچار مخمصه می شوند. مخالفت جنبش ضد جنگ داخلی و گروه های مدنی مخالف جنگ با جنگ خونین ویتنام نیز به عنوان جنگی دو جبهه ای برای سربازان آمریکایی که در ویتنام جنگیده اند توصیف شده است. 